# Missões diplomáticas da Bulgária

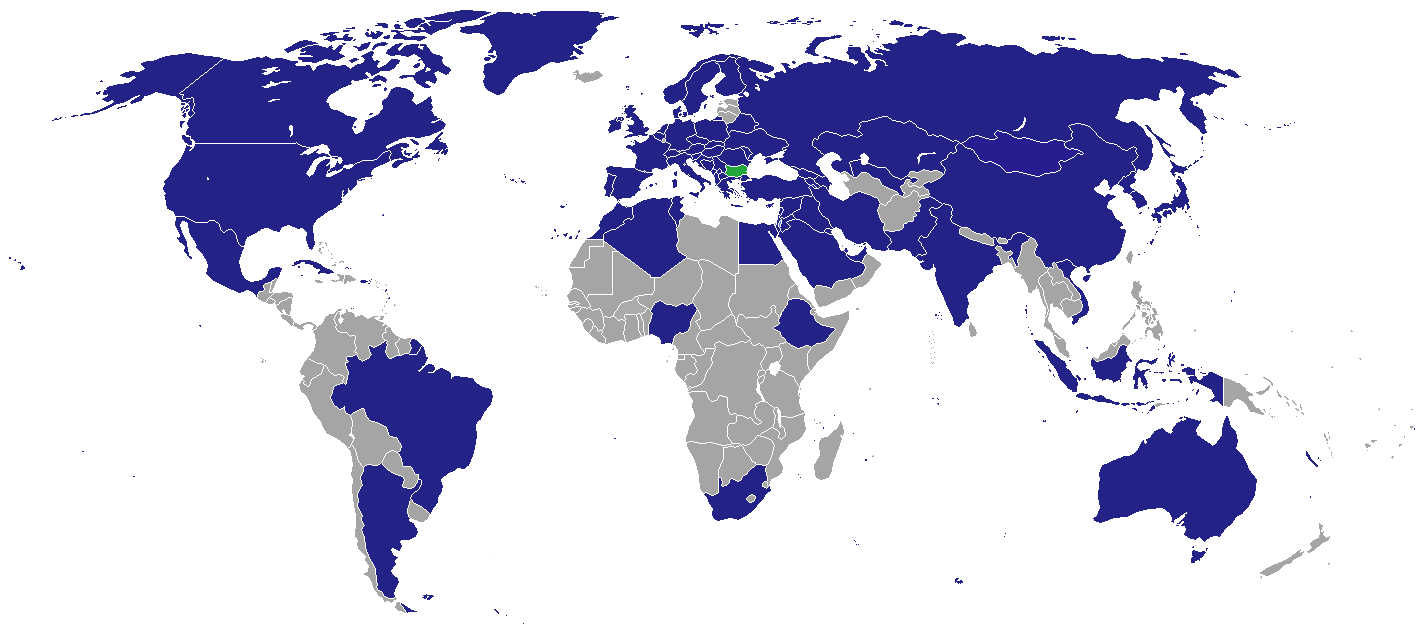
Mapa das missões diplomáticas da Bulgária

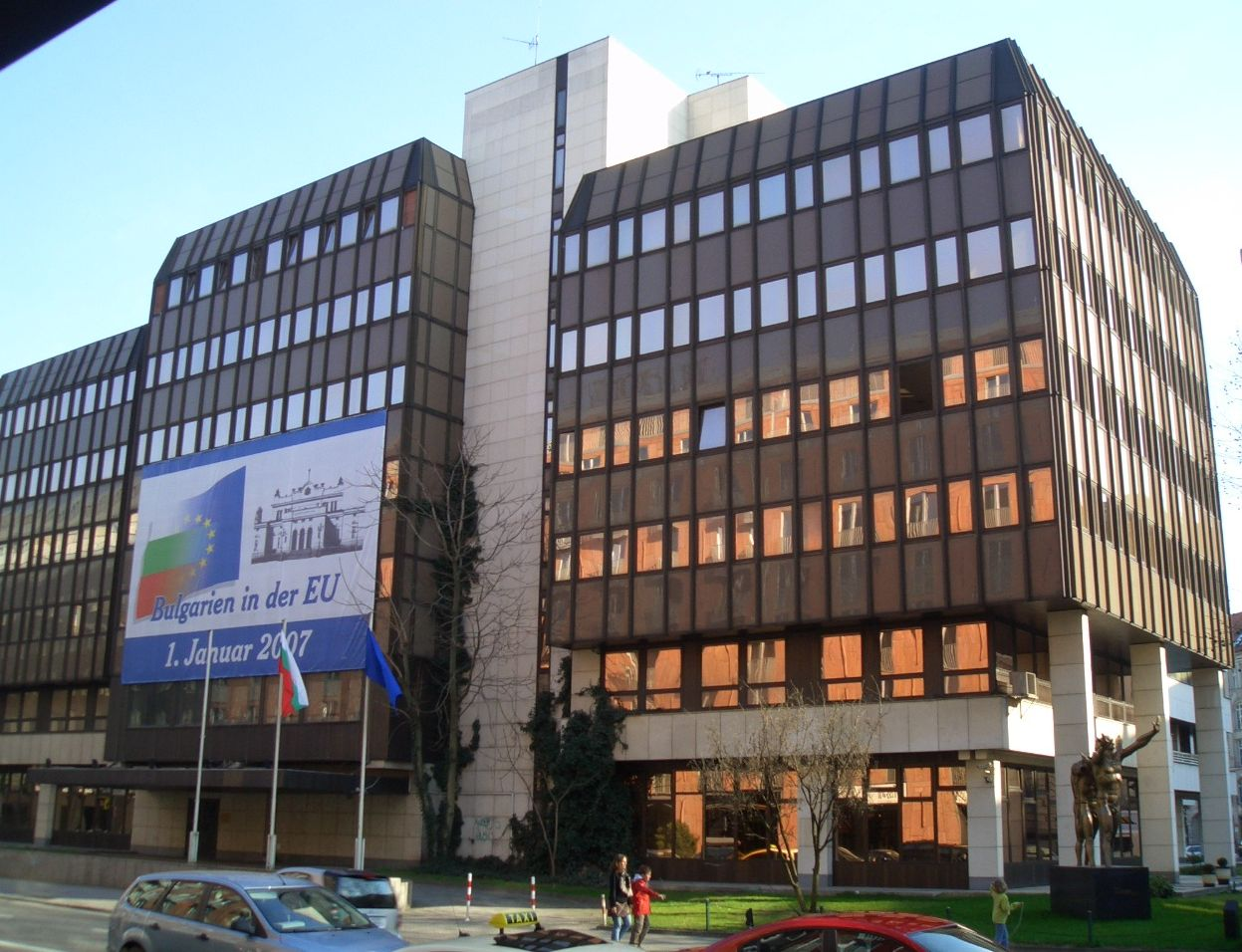
Embaixada da Bulgária em Berlim

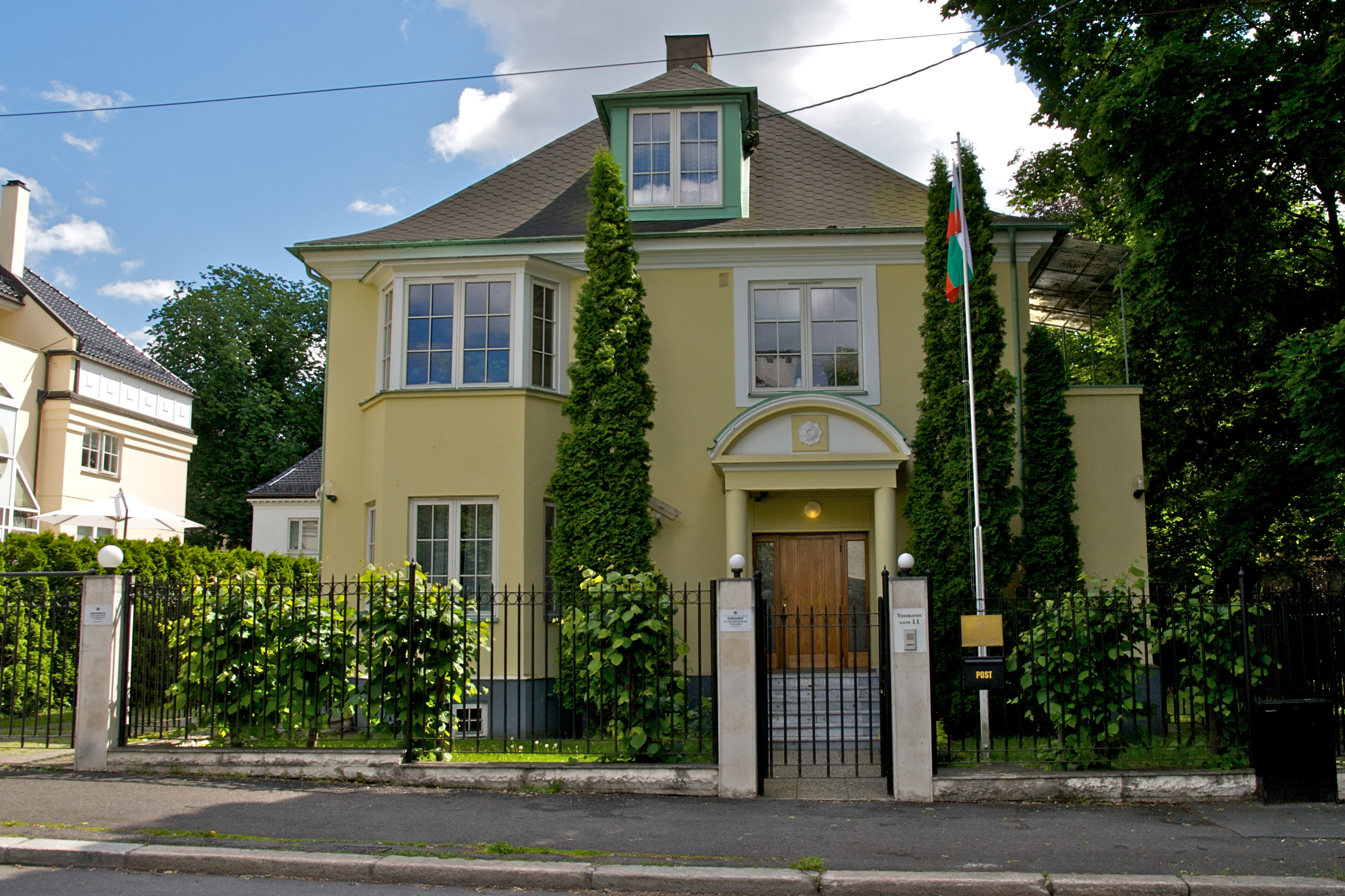
Embaixada da Bulgária em Oslo

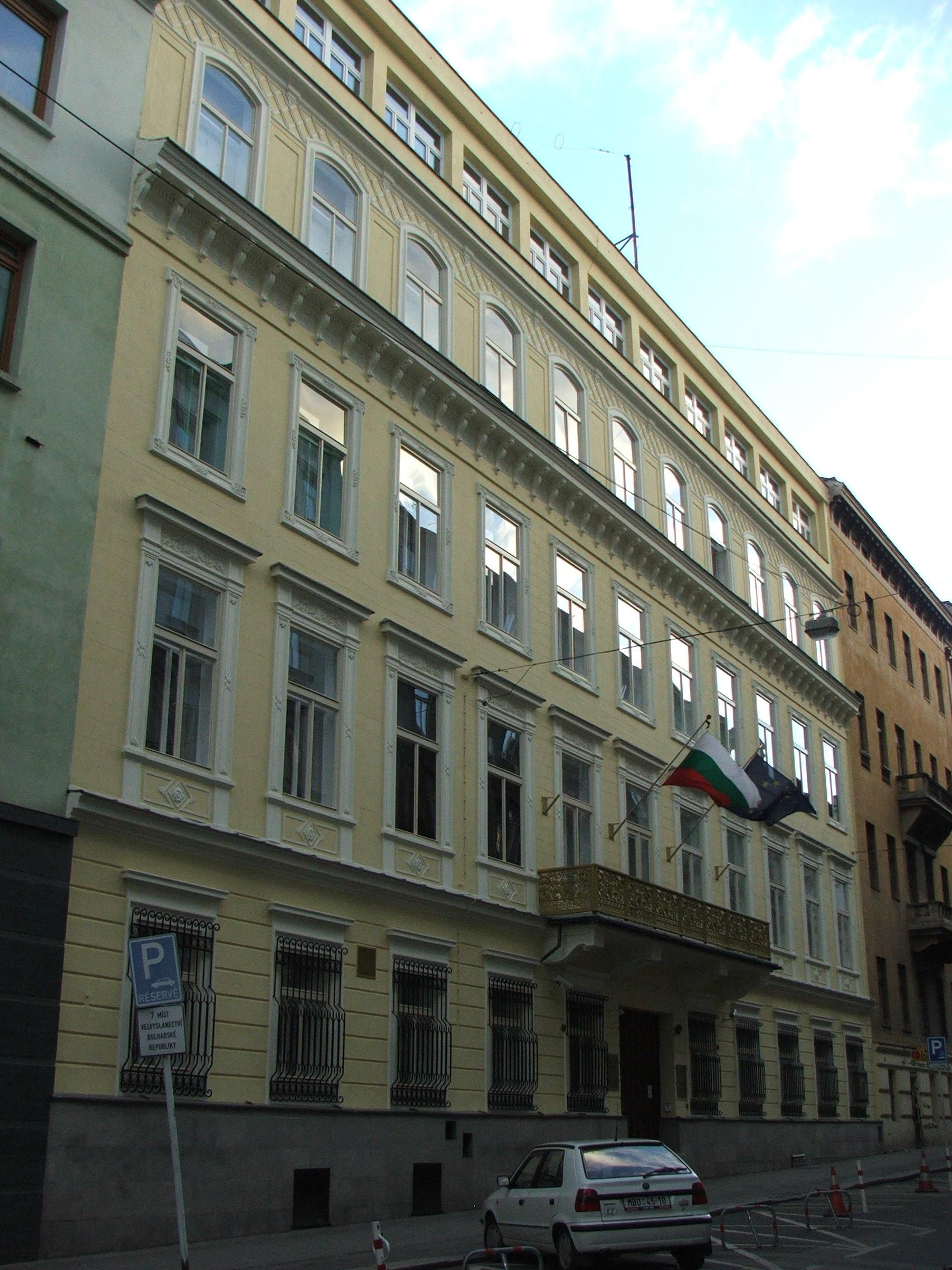
Embaixada da Bulgária em Praga

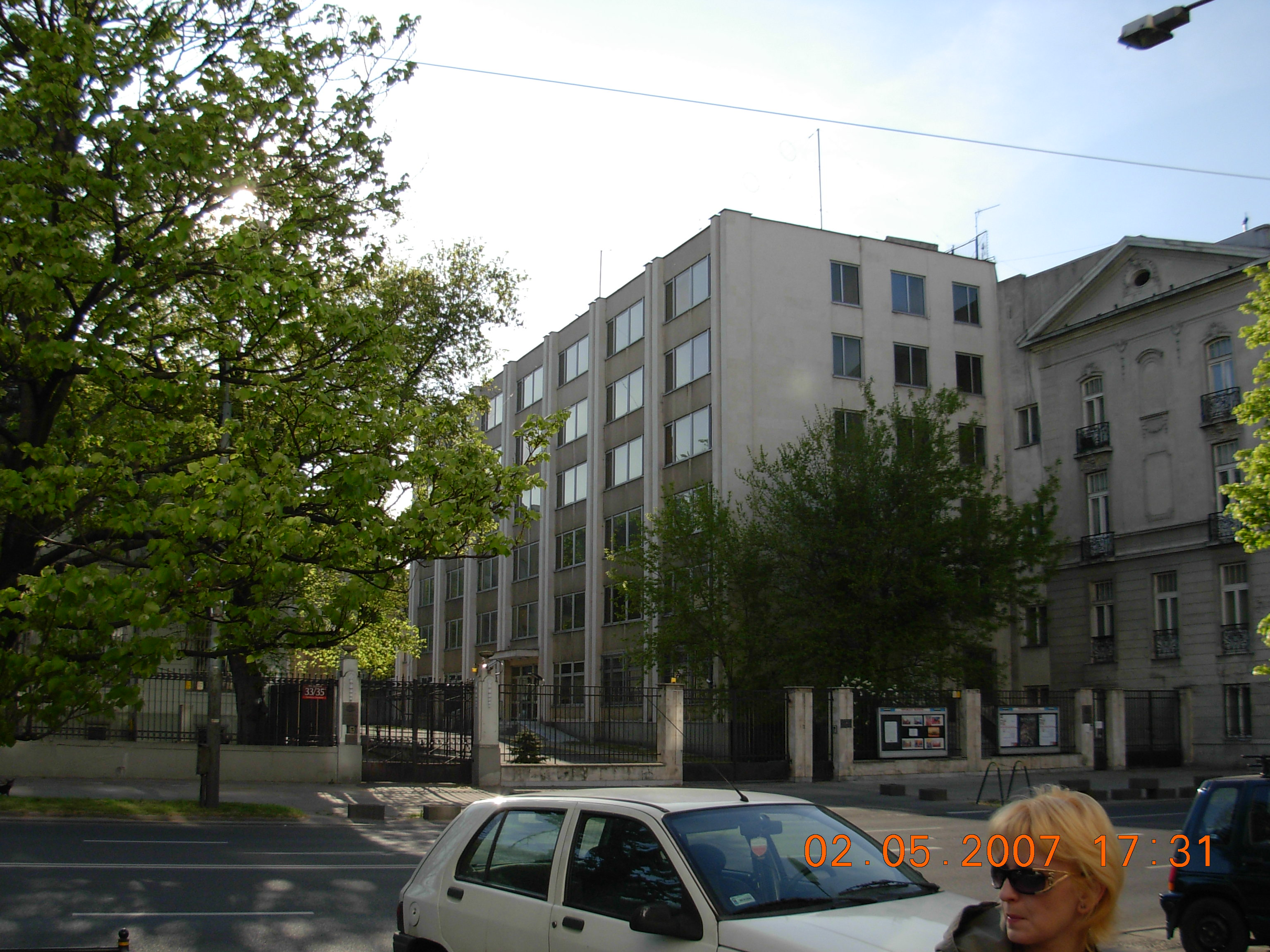
Embaixada da Bulgária em Varsóvia

Abaixo se encontram as embaixadas e consulados da Bulgária:

## Europa
- Albânia
  - Tirana (Embaixada)
- Alemanha
  - Berlim (Embaixada)
  - Bona (Escritório Consular)
  - Munique (Consulado-Geral)
- Armênia
  - Erevã (Embaixada)
- Áustria
  - Viena (Embaixada)
- Azerbaijão
  - Bacu (Embaixada)
- Bélgica
  - Bruxelas (Embaixada)
- Bielorrússia
  - Minsque (Embaixada)
- Bósnia e Herzegovina
  - Saraievo (Embaixada)
- Chipre
  - Nicósia (Embaixada)
- Croácia
  - Zagrebe (Embaixada)
- Dinamarca
  - Copenhague (Embaixada)
- Eslováquia
  - Bratislava (Embaixada)
- Eslovênia
  - Liubliana (Embaixada)
- Espanha
  - Madri (Embaixada)
- Estónia
  - Taline (Embaixada)
- Finlândia
  - Helsinque (Embaixada)
- França
  - Paris (Embaixada)
- Geórgia
  - Tbilisi (Embaixada)
- Grécia
  - Atenas (Embaixada)
  - Salónica (Consulado-Geral)
- Hungria
  - Budapeste (Embaixada)
- Irlanda
  - Dublim (Embaixada)
- Itália
  - Roma (Embaixada)
  - Milão (Consulado-Geral)
- Kosovo
  - Pristina (Embaixada)
- Lituânia
  - Vilnius (Embaixada)
- Macedônia do Norte
  - Escópia (Embaixada)
  - Bitola (Consulado-Geral)
- Moldávia
  - Quixinau (Embaixada)
- Montenegro
  - Podgorica (Embaixada)
- Noruega
  - Oslo (Embaixada)
- Países Baixos
  - Haia (Embaixada)
- Polónia
  - Varsóvia (Embaixada)
- Portugal
  - Lisboa (Embaixada)
- Reino Unido
  - Londres (Embaixada)
- Chéquia
  - Praga (Embaixada)
- Roménia
  - Bucareste (Embaixada)
- Rússia
  - Moscou (Embaixada)
  - Ecaterimburgo (Consulado-Geral)
  - Novosibirsk (Consulado-Geral)
  - São Petersburgo (Consulado-Geral)
- Vaticano
  - Vaticano (Embaixada)
- Sérvia
  - Belgrado (Embaixada)
  - Niche (Consulado-Geral)
- Suécia
  - Estocolmo (Embaixada)
- Suíça 
  - Berna (Embaixada)
- Ucrânia
  - Quieve (Embaixada)
  - Odessa (Consulado-Geral)
  - Donetsk (Consulado)

## América
- Argentina
  - Buenos Aires (Embaixada)
- Brasil
  - Brasília (Embaixada)
- Canadá
  - Otava (Embaixada)
  - Toronto (Consulado-Geral)
- Chile
  - Santiago (Embaixada)
- Cuba
  - Havana (Embaixada)
- Estados Unidos
  - Washington, D.C (Embaixada)
  - Chicago (Consulado-Geral)
  - Los Angeles (Consulado-Geral)
  - Nova Iorque (Consulado-Geral)
- México
  - Cidade do México (Embaixada)
- Venezuela
  - Caracas (Embaixada)

## Oriente Médio
- Palestina
  - Ramala (Escritório de Representação)
- Emirados Árabes Unidos
  - Dubai (Consulado-Geral)
- Irão
  - Teerã (Embaixada)
- Iraque
  - Bagdá (Embaixada)
- Israel
  - Telavive (Embaixada)
- Jordânia
  - Amã (Embaixada)
- Kuwait
  - Cuaite (Embaixada)
- Líbano
  - Beirute (Embaixada)
- Síria
  - Damasco (Embaixada)
- Turquia
  - Ancara (Embaixada)
  - Bursa (Consulado-Geral)
  - Edirne (Consulado-Geral)
  - Istambul (Consulado-Geral)
- Iêmen
  - Saná (Embaixada)

## África
- Angola
  - Luanda (Embaixada)
- Argélia
  - Argel (Embaixada)
- Egito
  - Cairo (Embaixada)
- Etiópia
  - Adis Abeba (Embaixada)
- Gana
  - Acra (Embaixada)
- Líbia
  - Trípoli (Embaixada)
  - Bengasi (Consulado-Geral)
- Marrocos
  - Rabat (Embaixada)
- Nigéria
  - Abuja (Embaixada)
- África do Sul
  - Pretória (Embaixada)
- Sudão
  - Cartum (Embaixada)
- Tunísia
  - Tunes (Embaixada)
- Zimbabwe
  - Harare (Embaixada)

## Ásia
- Afeganistão
  - Cabul (Embaixada)
- Camboja
  - Phnom Penh (Embaixada)
- China
  - Pequim (Embaixada)
- Coreia do Norte
  - Pionguiangue (Embaixada)
- Coreia do Sul
  - Seul (Embaixada)
- Índia
  - Nova Déli (Embaixada)
- Indonésia
  - Jacarta (Embaixada)
- Japão
  - Tóquio (Embaixada)
- Cazaquistão
  - Almati (Embaixada)
- Mongólia
  - Ulã Bator (Embaixada)
- Paquistão
  - Islamabade (Embaixada)
- Tailândia
  - Bancoque (Embaixada)
- Uzbequistão
  - Tasquente (Embaixada)
- Vietname
  - Hanói (Embaixada)

## Oceania
- Austrália
  - Camberra (Embaixada)

## Organizações Multilaterais
- - Bruxelas (Missão Permanente do país ante a União Europeia e OTAN)
  - Estrasburgo (Missão Permanente do país ante o Conselho da Europa)
  - Genebra (Missão Permanente do país ante as Nações Unidas e outras organizações internacionais)
  - Nova Iorque (Missão Permanente do país ante as Nações Unidas)
  - Paris (Missão Permanente do país ante ae Unesco)
  - Roma (Missão Permanente do país ante a Organização das Nações Unidas para a Alimentação e a Agricultura)
  - Viena (Missão Permanente do país ante as Nações Unidas)